# Rhythm & Hymns
Rhythm & Hymns è il secondo album dei Mattafix pubblicato nel novembre 2007. L'album contiene il singolo Living Darfur, mentre i singoli usciti successivamente sono Shake Your Limbs e Angel.

## Tracce
1. Shake Your Limbs – 3:40
2. Living Darfur – 4:12
3. Angel On My Shoulder – 4:10
4. In the Background – 3:45
5. Things Have Changed – 3:46
6. Stranger Forever – 4:02
7. Freeman – 4:31
8. Got to Lose – 3:34
9. In My Life – 4:30
10. Memories of Soweto – 3:38
11. Far From Over – 3:54
12. Separate Ways (iTunes bonus track) – 2:21

## Classifiche
| Classifica (2007)                | Massima posizione |
| -------------------------------- | ----------------- |
| Belgian Alternative Albums Chart | 31                |
| European Albums Chart            | 92                |
| French Albums Chart              | 61                |
| Italian Albums Chart             | 17                |
| Polish Albums Chart              | 87                |
| Swiss Albums Chart               | 22                |